# Felső garat-összeszorító izom

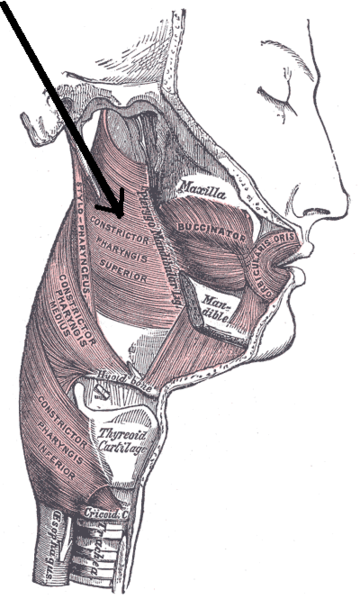
A garat-összeszorító izmok (a nyíl mutatja a felső izmot)

A felső garat-összeszorító izom (latinul musculus constrictor pharyngis superior) egy izom az ember nyakában.

## Eredés, tapadás, elhelyezkedés
A lamina medialis processus pterygoidei-ról, a raphe pterygomandibularis-ról és a processus alveolaris maxillae-ról ered. A pharyngeal raphe-én és a tuberculum pharyngeumon tapad.

## Funkció
Segít a nyelésben.

## Beidegzés, vérellátás
A plexus pharyngeus-on keresztül a ramus pharyngeus nervi vagi idegzi be. Az arteria carotis externa látja el vérrel.

## Külső hivatkozások
- Kép, leírás
- Kép
- Fül-orr-gége